# Apechoneura arida
Apechoneura arida là một loài tò vò trong họ Ichneumonidae.